# Acanthoscurria borealis
Acanthoscurria borealis là một loài nhện trong họ Theraphosidae.
Loài này thuộc chi Acanthoscurria. Acanthoscurria borealis được miêu tả năm 2005 bởi Joachim Schmidt & Peters.